# Armand van Helden
Armand Van Helden (rođen 16. februara 1970, u Bostonu, Masačusets) je američki muzički producent, DJ i remikser čiji je najveći komercijalni uspeh došao iz svog remiksa pesme Tori Amos „Proffesional Widow“ (koju je objavila East Vest Records), koja je dostigla broj 1 u UK Singles Chart januara 1997, i svoju numeru „U Don't Know Me“ (koju je objavila Ffrr Records), koja postaje broj 1 u Velikoj Britaniji februara 1999. Van Heldenova numera „Bonkers“ koju je uradio sa Britanskim reperom Dizi Raskalom dostiže broj 1 u UK Singles Chart 2009.

## Diskografija
Kao Armand van Helden
Studijski albumi
- 1996:
- 1997:
- 1998:  #22 UK
- 2000:  #38 UK
- 2001:
- 2005:  #48 UK
- 2007:

Kao Duck Sauce
- 2009 „“
- 2009 „“
- 2009 „“
- 2009 „“
- 2009 „“

## Spoljašnje veze
- Zvanični sajt
- Profil na discogs